# Maria Barbara Cabalska

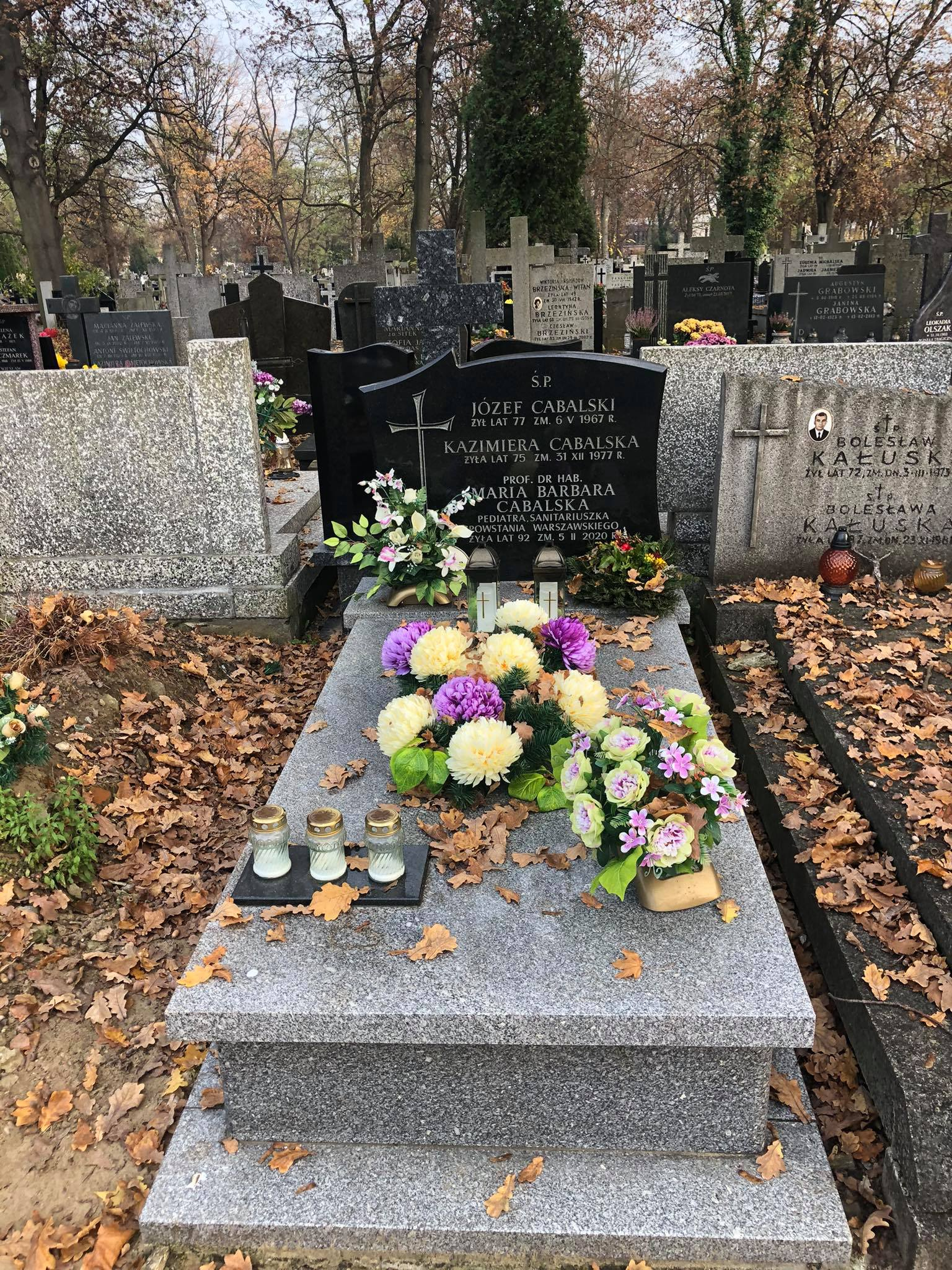
Grób Marii Barbary Cabalskiej na cmentarzu Bródnowskim

Maria Barbara Cabalska (ur. 19 października 1927 w Warszawie, zm. 5 lutego 2020)  – polska pediatra, prof. dr hab. n. med., uczestniczka powstania warszawskiego.

## Życiorys
Była sanitariuszką w czasie powstania warszawskiego w Zgrupowaniu „Gurt” pod pseudonimem Buk, a także harcerką Szarych Szeregów. Obroniła pracę doktorską pod tytułem "Badania nad stosowaniem aminokwasów w stanach niedożywienia u dzieci starszych", następnie uzyskała stopień doktora habilitowanego na podstawie dorobku naukowego i przedłożonej rozprawy habilitacyjnej pod tytułem "Fenyloketonuria - wczesne rozpoznawanie i leczenie". Otrzymała nominację profesorską. Pracowała w Instytucie Matki i Dziecka.
Zmarła 5 lutego 2020. Pochowana na cmentarzu Bródnowskim (kwatera 35G-6-5).